# Subulicium
Subulicium Hjortstam & Ryvarden (szydłowiec) – rodzaj grzybów z rzędu szczeciniakowców (Hymenochaetales). W Polsce występuje jeden gatunek.

## Charakterystyka
Grzyby kortycjoidalne o owocniku rozpostartym, rozproszonym, przyrośniętym, woskowatym. Hymenofor gładki z wystającymi cystydami. System strzępkowy monomityczny, strzępki cienkościenne, z prostymi przegrodami, wyraźne, cienkościenne lub o nieco pogrubionych ścianach. Dwa rodzaje cystyd: szydłowate, boczne, gładkie lub inkrustowane, grubościenne, niecyjanofilne i gleocystydy (nie zawsze obecne). Podstawki maczugowate lub prawie cylindryczne, mniej lub bardziej zwężone, 4-sterygmowe z prostą przegrodą. Bazydiospory kuliste lub półkuliste, cienkie lub z nieznacznie pogrubionymi ściankami, niecyjanofilne lub lekko cyjanofilne, nieamyloidalne.
Subulicium charakteryzuje się grubościennymi, nieamyloidalnymi i bocznymi cystydami. Podobne jest Subulicystidium, a główne różnice to: brak sprzążek, kuliste bazydiospory i boczne cystydy u Subulicium. Ich powiązania są nadal niejasne.

## Systematyka i nazewnictwo
Pozycja w klasyfikacji według Index Fungorum: Incertae sedis, Hymenochaetales, Incertae sedis, Agaricomycetes, Agaricomycotina, Basidiomycota, Fungi.
Polską nazwę nadał Władysław Wojewoda w 2003 r.
Gatunki:
- Subulicium lautum (H.S. Jacks.) Hjortstam & Ryvarden 1979 – szydłowiec białoszary
- Subulicium minus Hjortstam 1984
- Subulicium rallum (H.S. Jacks.) Jülich & Stalpers 1980

Nazwy naukowe na podstawie Index Fungorum. Nazwy polskie według Władysława Wojewody.